# Liste der denkmalgeschützten Objekte in Au (Vorarlberg)
Die Liste der denkmalgeschützten Objekte in Au enthält die 14 denkmalgeschützten, unbeweglichen Objekte der Gemeinde Au im Bregenzerwald.

## Denkmäler
| Foto |                 | Denkmal                                                         | Standort                           | Beschreibung | Metadaten |
| ---- | --------------- | --------------------------------------------------------------- | ---------------------------------- | --- | --- |
| ja   | Datei hochladen | Bauernhof (Anlage) HERIS-ID: 23262 Objekt-ID: 19614             | Argenau 116 Standort KG: Au        | Bei dem als Hof Erath bekannten Gebäude handelt es sich um einen typischen Bregenzerwälderhof, dessen Alter mit über 400 Jahren angegeben wird. | BDA-Hist.: Q37875350 Status: Bescheid Stand der BDA-Liste: 2025-06-30 Name: Bauernhof (Anlage) GstNr.: .310                                     |
| ja   | Datei hochladen | Bauernhof (Anlage) HERIS-ID: 23263 Objekt-ID: 19615             | Argenzipfel 77 Standort KG: Au     | Dieses Bregenzerwälderhaus stammt im Kern aus dem 16. Jahrhundert. Das heutige Erscheinungsbild entstand im 19. Jahrhundert. Anfang des 21. Jahrhunderts wurde es vom Besitzer in Zusammenarbeit mit dem Bundesdenkmalamt saniert. | BDA-Hist.: Q37875364 Status: Bescheid Stand der BDA-Liste: 2025-06-30 Name: Bauernhof (Anlage) GstNr.: 3232/1                                   |
| ja   | Datei hochladen | Vorsäßhütte/Alphütte HERIS-ID: 111394 Objekt-ID: 129226         | Berngat-Berggut 68 Standort KG: Au | | BDA-Hist.: Q37823928 Status: Bescheid Stand der BDA-Liste: 2025-06-30 Name: Vorsäßhütte/Alphütte GstNr.: .123 Berngat Berggut 68                |
| ja   | Datei hochladen | Kapelle hl. Michael HERIS-ID: 23260 Objekt-ID: 19612            | Boden Vorsäß Standort KG: Au       | Die Kapelle zum heiligen Michael wurde um 1950 neu erbaut. | BDA-Hist.: Q37875337 Status: § 2a Stand der BDA-Liste: 2025-06-30 Name: Kapelle hl. Michael GstNr.: .548 Kapelle hl Michael in Bodenvorsäß (Au) |
| ja   | Datei hochladen | Almhütte HERIS-ID: 25914 Objekt-ID: 22365                       | Boden Vorsäß 293 Standort KG: Au   | | BDA-Hist.: Q37897387 Status: § 2a Stand der BDA-Liste: 2025-06-30 Name: Almhütte GstNr.: .441 Almhütte in Bodenvorsäß Nr. 293 (Au)              |
| ja   | Datei hochladen | Bauernhof (Anlage) HERIS-ID: 23256 Objekt-ID: 19608             | Lisse 91 Standort KG: Au           | | BDA-Hist.: Q37875299 Status: Bescheid Stand der BDA-Liste: 2025-06-30 Name: Bauernhof (Anlage) GstNr.: 3769/1 Bauernhof Lisse 91                |
| ja   | Datei hochladen | Kuratienkirche hl. Josef HERIS-ID: 23259 Objekt-ID: 19611       | Rehmen Standort KG: Au             | Die 1664 errichtete Kuratienkirche in Rehmen wurde im frühen 18. Jahrhundert sowie im Jahr 1934 erweitert. Langhaus und Chor liegen unter einem gemeinsamen Satteldach, bekrönt von einem achteckigen Glockenturm mit Zwiebelhaube. Südlich an den Chor wurde 1923 eine Sakristei mit Pultdach angebaut, außerdem gibt es eine gemauerte Vorhalle aus dem Jahr 1837 und an der Südseite des Langhauses einen kapellenartigen Anbau.                               | BDA-Hist.: Q25714807 Status: § 2a Stand der BDA-Liste: 2025-06-30 Name: Kuratiekirche hl. Josef GstNr.: 5838 Kuratienkirche hl. Josef, Rehmen   |
| ja   | Datei hochladen | Bauernhof (Anlage) HERIS-ID: 23271 Objekt-ID: 19623             | Rehmen 35 Standort KG: Au          | Dieser auf einem Kellersockel errichtete Einhof, ein gestrickter Blockbau mit traufseitigem Schopf in Au-Rehmen 35, hat eine zweigeschoßige verschindelte Giebelseite. | BDA-Hist.: Q37875390 Status: Bescheid Stand der BDA-Liste: 2025-06-30 Name: Bauernhof (Anlage) GstNr.: 5834 Bauernhof Rehmen 35                 |
| ja   | Datei hochladen | Ehem. Pfarrhof HERIS-ID: 112348 Objekt-ID: 130491seit 2015      | Rehmen 39 Standort KG: Au          | Der ehemalige Pfarrhof ist ein Blockbau mit gemauertem Erdgeschoß und stammt aus dem Jahre 1780. Der Porträt- und Miniaturmaler Wendelin Moosbrugger (1760–1849) wohnte in dem Haus, bevor es zum Pfarrhof der Kuratienkirche wurde. Seit 2021 befindet sich in dem komplett renovierten Gebäude im Erdgeschoß das Barock Baumeister Museum, im ersten Obergeschoß Räumlichkeiten des Krankenpflegevereins und im Dachgeschoß eine kleine Wohnung für die Pfarre. | BDA-Hist.: Q37830554 Status: Bescheid Stand der BDA-Liste: 2025-06-30 Name: Ehem. Pfarrhof GstNr.: 5844 Bauernhaus Rehmen 39                    |
| ja   | Datei hochladen | Bauernhaus HERIS-ID: 23255 Objekt-ID: 19607                     | Rehmen 40 Standort KG: Au          | Der Wohnteil des Einhofs ist ein gestrickter Blockbau auf einem Kellersockel und stammt wahrscheinlich aus der 2. Hälfte des 18. Jahrhunderts. | BDA-Hist.: Q37875287 Status: Bescheid Stand der BDA-Liste: 2025-06-30 Name: Bauernhaus GstNr.: 5644 Bauernhaus Rehmen 40                        |
| ja   | Datei hochladen | Gasthaus Zum Löwen HERIS-ID: 23272 Objekt-ID: 19624             | Rehmen 87 Standort KG: Au          | Das ehemalige Gasthaus Zum Löwen, 1890 erstmals erwähnt, ist nahezu unverändert erhalten geblieben. Durch seine Größe und seine historistischen Stilelement des späten 19. Jahrhunderts hebt es sich von den bäuerlichen Bauten in seiner Umgebung ab. Der Bautyp entspricht einem quergeteilten Einhof „mit firstverlaufend aneinander gestelltem Wohn- und Wirtschaftstrakt“.                                                                                   | BDA-Hist.: Q37875404 Status: Bescheid Stand der BDA-Liste: 2025-06-30 Name: Gasthaus Zum Löwen GstNr.: 5780 Gasthaus Zum Löwen, Au (Vorarlberg) |
| ja   | Datei hochladen | Bauernhof (Anlage) HERIS-ID: 23268 Objekt-ID: 19620             | Schrecken 175 Standort KG: Au      | | BDA-Hist.: Q37875375 Status: Bescheid Stand der BDA-Liste: 2025-06-30 Name: Bauernhof (Anlage) GstNr.: 5944 Einhof Schrecken 175                |
| ja   | Datei hochladen | Kath. Pfarrkirche hl. Leonhard HERIS-ID: 23257 Objekt-ID: 19609 | Standort KG: Au                    | Die Pfarrkirche Hl. Leonhard wurde 1390 im gotischen Stil erbaut und Ende des 18. Jahrhunderts barockisiert. | BDA-Hist.: Q33121046 Status: § 2a Stand der BDA-Liste: 2025-06-30 Name: Kath. Pfarrkirche hl. Leonhard GstNr.: .1 Pfarrkirche Hl. Leonhard (Au) |
| ja   | Datei hochladen | Kriegerdenkmal HERIS-ID: 23258 Objekt-ID: 19610                 | Standort KG: Au                    | Das Kriegerdenkmal ist mit 1934 bezeichnet. | BDA-Hist.: Q37875317 Status: § 2a Stand der BDA-Liste: 2025-06-30 Name: Kriegerdenkmal GstNr.: .1                                               |